# ترانسفير ماركت
ترانسفير ماركت (بالألمانية: Transfermarkt) هو موقع ويب ألماني الموقع مملوك من قبل شركة أكسل شبرينقر وهو يهتم بكل ما يتعلق بالمعلومات الكروية مثل الدرجات والنتائج والإحصائيات والأخبار ونقل المباريات. ووفقا لـ IVW، فهو في أعلى المواقع الـ25 الألمانية الأكثر زيارة، وواحد من أكبر المواقع الرياضية بعد صحيفة كيكر.
يحتوي الموقع على نتائج المباريات ومواعيد نقل المباريات وأخبار المباريات، وقيم اللاعبين وعقودهم من خلال الاتحاد الدولي لكرة القدم وهو موقع يعتبر مصدراً موثوقاً لكل مايخص عقود اللاعبين وقيمهم. فقد وجد باحثون من مركز الأداء الاقتصادي أن «شائعات» نقل اللاعبين دقيقة إلى حد كبير.

## التاريخ
تأسس الموقع في مايو 2000 على يد ماتياس سايدل. في سبتمبر 2001 تم إطلاق قاعدة البيانات التي تحتوي على بيانات عن اللاعبين والمدربين والمسابقات. تم إنشاء قاعدة البيانات هذه بواسطة مجتمع الإنترنت الخاص بالموقع ويتم متابعتها وتوسيعها حتى يومنا هذا. في فبراير 2014 شملت قاعدة البيانات هذه أكثر من 300000 لاعب كرة قدم، 33000 مدرب وحوالي 330 مسابقة مختلفة. في سبتمبر 2008، باع سايدل 51 بالمائة من الموقع، ومعه قاعدة البيانات التي أنشأها المجتمع مجانًا، إلى شركة أكسل شبرينقر. هناك خمسة بالمائة أخرى تحتفظ بها الوكالة النمساوية المسؤولة أيضًا عن تسويق إصدارات سوق الانتقالات من النمسا وسويسرا. أما المالك السابق سايدل فاحتفظ بنسبة 44٪ من الأسهم أطلقت النسخة الإنجليزية من الموقع في يناير 2009 وبعد ذلك بفترة وجيزة في فبراير من العام نفسه أطلق تلفزيون ترانسفير ماركت تي في، الذي يدعى إليه المحترفون بانتظام، وتُجرى فيه المقابلات وتناقش مباريات كرة القدم. وفي يوليو 2010 انطلقت النسخة الإيطالية. وفي أغسطس أطلقت منصة كرة القدم للسيدات، والتي تشبه قاعدة البيانات وهيكل المنتدى لسوق الانتقالات. ثم أطلقت النسخة التركية على الإنترنت بعد شهرين. أطلق سايدل أيضًا صفحة خدمة النتائج في نوفمبر حيث يمكن مشاهدة مباريات كرة القدم في جميع أنحاء العالم بشكل مباشر.
في سبتمبر 2012، استحوذ ترانسفير ماركت على بوابة الويب وير تيبل التي تحلل القرارات الخاطئة التي يتخذها الحكام وتضع جدولًا تصوريًا في البوندسليجا استنادًا إلى المعايير التي أنشأتها بنفسها. دخلت النسخة البولندية إلى الإنترنت في أكتوبر من العام نفسه، تلتها النسخة الإسبانية في يناير 2013. وفي نفس الشهر، كان ترانسفير ماركت هو الموقع الرياضي الألماني الأكثر زيارة لأول مرة (33.7) مليون زيارة. منذ نهاية شهر مارس 2013 أصبح الموقع متاحًا كتطبيق للهاتف الذكي، وكان متاحًا في البداية فقط لنظام تشغيل شركة أبل (آي أو إس)، ثم صدر أيضًا للأجهزة التي تستند إلى نظام أندرويد ونظام ويندوز فون. في فبراير 2014 أطلقت النسخة الهولندية، وفي الأول من أبريل 2014 أطلقت النسخة البرتغالية.

## المحتوى
على وجه الخصوص، ينشر ترانسفير ماركت أخبارًا عن عمليات نقل اللاعبين الحالية في بطولات كرة القدم الدولية ويوفر معلومات حول تواريخ النوادي والواجبات وبيانات الأداء، فضلاً عن ما يسمى «بالقيمة السوقية» للاعبين الفرديين. «القيم السوقية» المنشورة للاعبي كرة القدم هي تقديرات بحتة والتي تنجم عن رأي المجتمع عبر الإنترنت الخاص بالموقع وتستند إلى المعلومات المتاحة للجمهور حول اللاعب المعني. يتم تنسيق هذه المعلومات ونشرها مع إدارة ترانسفير ماركت. يشمل هذا المجتمع مستخدمي الموقع وكذلك المشرفين و«كشافة المعلومات». يذكر المشغلون أن محاولات ممارسة التأثير على سبيل المثال من مستشاري اللاعبين على «قيم السوق» غير مسموح بها، لكن جدية وحياد المعلومات مثيرة للجدل. على سبيل المثال، لم يتم التحقق من بيانات «منطقة أوروبا الشرقية» بأكملها إلا من قبل 30 إلى 40 عضوًا في عام 2009. على الرغم من أن المنشورات التي نشرها الناشر شركة أكسل شبرينقر على وجه الخصوص غالباً ما تشير إلى «قيم السوق» مثل الحقائق، فهي قيم وهمية بحتة تستند في العديد من الحالات إلى تقييمات مختلفة من قبل المجتمع وإلى الشائعات. ومع ذلك تؤكد الدراسات العلمية أن المعلومات مرتبطة جيدًا بالبيانات المقارنة وتستخدم البيانات للتحليل. في عام 2012 قارن العلماء قيم السوق المقدرة برسوم النقل الفعلية للاعبين الذين انتقلوا في ذلك العام ووجدوا معامل ارتباط قدره 0.93.
يمكن لأي شخص مهتم فتح حساب في الموقع، مما يسمح له بالمشاركة في المناقشات والمحتويات الأخرى. يمكن للمستخدمين المسجلين أيضًا إرسال تصحيحات لمطابقة التقارير بالإضافة إلى ملفات تعريف النوادي واللاعبين، والتي يتم فحصها بعد ذلك بواسطة كشافة البيانات.

## المنشورات المصاحبة
في السابع عشر من شهر سبتمبر 2009 شهد الموقع إطلاق أول نسخة مطبوعة من دوري كرة القدم الألماني موسم 2009/2010. ثم توالت ستة مطبوعات أخرى. ظهرت المشكلة مرتين لموسم 2012/2013: مرة واحدة طبيعية كإصدار واحد في سبتمبر 2012 ومرة أخرى في نسخة مخفضة دون محتوى على البطولات الإقليمية كملحق للصور الرياضية في أكتوبر 2012. منذ موسم 2013/2014، لم يتم نشر مجلة موسم البوندسليجا بشكل فردي، ولكن من خلال التعاون في حزمة مع سبورت بيلد، وذلك لتحسين التوافر في المقام الأول. بالنسبة لكأس العالم 2014، نُشر كتيب ترانسفير ماركت وورلد كاب، وهو الكتيب الثامن المنشور في أبريل 2014. في سبتمبر 2014 تم نشر الكتيب التاسع لموسم الدوري الألماني 2014/15. في سبتمبر 2015، تم نشر كتيب موسمي آخر لموسم الدوري الألماني 2015/2016. بالنسبة لبطولة كرة القدم الأوروبية 2016، لأول مرة منذ عام 2010 لم يظهر أي كتيب في بطولة كرة قدم كبرى. تم إعطاء الأسباب التنظيمية كسبب. تم نشر كتيب موسمي لموسم الدوري الألماني 2016/17 في سبتمبر 2016.

## انتقادات لإطلاق تحديث عام 2014
في التاسع عشر من مايو 2014 عام كان هناك إعادة تشغيل لما يسمى الإصدار 4. في أثناء هذا التحديث كانت هناك مشكلات متعلقة بالخادم وكذلك قانون البيانات لأن البيانات الخاصة كانت مرئية للمستخدمين الآخرين لفترة غير محددة. كان الموقع محدودًا جدًا لمدة 48 ساعة؛ اندلعت عاصفة قوية من الانتقادات على موقع فيسبوك والتي تفاقمت بسبب عدم كفاية الاتصالات من جانب المشغلين. كانت أكبر الانتقادات التي وجهت للمستخدمين من ناحية التصميم الجديد المربك، ومن ناحية أخرى كان من المفترض أن تكون روح الدعابة في رد فعل النقاد على فيسبوك. نتيجة لذلك اعتذر ترانسفير ماركت علنًا عن الأحداث والمشكلات التي تسببت فيها عملية إعادة التشغيل.

## الرعاية
يعتبر ترانسفير ماركت راعيا لنادي واندسبيكر كونكورديا من هامبورغ. حيث كان مؤسس ترانسفير ماركت (ماتياس سايدل) رئيس النادي منذ أبريل 2015.

## دليل المواقع
- الموقع الرسمي transfermarkt.de
- الموقع الرسمي transfermarkt.de كتيب الموسم نسخة محفوظة 10 فبراير 2010 على موقع واي باك مشين.
- سكردونا الموقع الرسمي soccerdonna.de
- كرة القدم شريط حي ligalivedabei.de
- وير تيبل الموقع الرسمي Wahretabelle.de